# 霧島市立上小川小学校
霧島市立上小川小学校（きりしましりつ かみおがわしょうがっこう）は、鹿児島県霧島市国分上小川にある市立の小学校。

## 概要
霧島市国分の南部に位置する小学校である。

## 沿革
- 1892年（明治12年） - 国分村立上小川小学校開設。
- 2005年（平成17年） - 国分市と姶良郡6町の新設合併に伴い、霧島市立上小川小学校と改称。